# هيلين كوين
هيلين كوين (بالإنجليزية: Helen Quinn)‏ (و. 1943 – م) هي فيزيائية، وأستاذة جامعية من الولايات المتحدة الأمريكية . ولدت في ملبورن . وهي عضوة في الأكاديمية الوطنية للعلوم، والأكاديمية الأمريكية للفنون والعلوم .

## التعليم
تعلمت في جامعة ستانفورد، ومسرع ديزي

## مناصب وهيئات
أدارت جامعة هارفارد.

## جوائز
حصلت على جوائز منها:
- جائزة ساكوراي (2013)
- محاضرة أوسكار كلاين التذكارية (2008)
- ميدالية ديريك (2000).